# Rue Stefanikova
Štefánikova est une voie de Prague. Elle est située dans le quartier de Smíchov.

## Origine du nom
La rue porte le nom de l'homme politique slovaque Milan Rastislav Štefánik. 
La première mention de la rue figure sur un plan de 1816. Elle s'appelait à l'origine « Rue Principale ». En 1860, elle fut rebaptisée « Kinská třída », ou « Kinského třída », du nom de la famille noble de Kinsky. En 1919, elle reçut pour la première fois son nom actuel Štefánikova. Cependant, elle le perdit en 1940, lorsqu'elle fut rebaptisée « Kinski ». Après la fin de la Seconde Guerre mondiale en 1945, elle fut rebaptisée Štefánikova. Mais cela a rapidement changé et en 1952, elle a été renommée « S.M. Kirova » en l'honneur du dirigeant soviétique Sergueï Mironovitch Kirov. La rue n'a reçu son nom définitif, qu'elle porte encore aujourd'hui, qu'après la chute du communisme en 1990.
La rue a reçu ce nom en 1919, mais depuis, a été modifié plusieurs fois.

## Bâtiments remarquables et lieux de mémoire
- Bureau du district de Prague 5 – ancien hôtel de ville de Smichov
- Foyer pour enfants et jeunes Prague 5 – Štefánikova 235/11
- Église St-Venceslas de Smichov - Place du 14 octobre
- Palais Portheimka – Štefánikova 68/12
- École primaire d’art Prague 5 – Štefánikova 217/19
- Office du travail de la République tchèque – Štefánikova 216/21
- Bâtiment brutaliste de la Komerční banka – Štefánikova 267/22
- Théâtre de Švand – Štefánikova 6/57